# Регистрация авторских прав

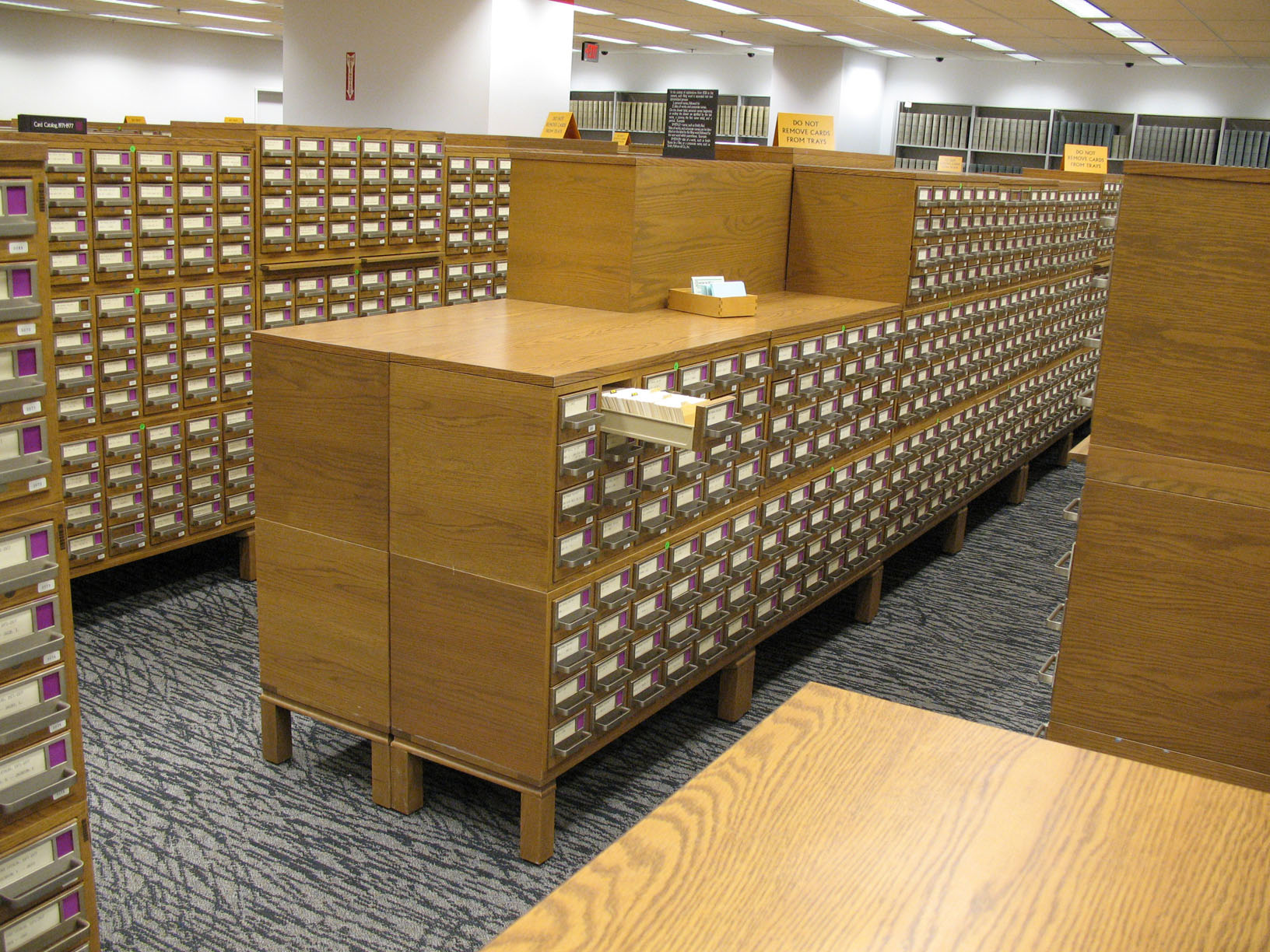
Каталог библиотеки Конгресса США произведений, защищенных авторскими правами.

Цель регистрации авторского права — официальное подтверждение номера, даты и содержания авторской работы. Используется для подачи судебного иска, в случае нарушения авторских прав или при плагиате.
До 1978 года Федеральный закон Об авторском праве США обеспечивал авторство актом публикации с уведомлением об авторском праве или регистрацией неопубликованной работы. Эти меры в соответствии с Бернской Конвенцией стали излишними. Однако регистрация авторского права в США по-прежнему обеспечивает юридические преимущества авторам.

## Требование регистрации
Следует различать регистрацию авторских прав с предоставлением авторских прав.
Авторское право в большинстве стран сегодня автоматически обеспечивается, как только работа фиксируется в некотором материальном носителе. Этот стандарт устанавливается международной Бернской Конвенцией (1886), которую подписало большинство стран. Регистрация может понадобиться в том случае, если произведение создано до подписания страной Бернской конвенции. Регистрация в США дает некоторые преимущества, такие как возмещения убытков за незаконное использование произведения. Так в процессе Kernel Records Oy против Mosley регистрация понадобилась бы для определения срока создания произведения. Регистрация может понадобиться для установления авторского права при публикации произведения в стране Бернской конвенции и там, где конвенция не подписана.
Некоторые ученые и политики, адвокаты (например, профессор права Лоуренс Лессиг и США) призывают вернуться к системе регистрации или к другим формальностям, таким как уведомление об авторских правах.

## Агентства по регистрации авторских прав
- В Канаде, охраняемые авторским правом произведения, могут быть зарегистрированы в Канадском ведомстве интеллектуальной собственности[2] за определенную плату.[3]
- В Кении, произведения охраняемые авторским правом, могут быть зарегистрированы в обществе Kenya Copyrights Board за небольшую плату.
- В США произведения регистрируются в обществе United States Copyright Office (для произведений, созданных в США гражданами США).
- [4]

В Библиотеке Конгресса США существуют каталоги фильмов, созданных с 1894 по 1969 годы включительно. Каталоги опубликованы на бумажном носителе, каждый из них охватывает срок в десять или более лет.

## Требования к регистрации по странам
| Страна               | Агентство по регистрации, если есть                       | Требования по регистрации |
| -------------------- | --------------------------------------------------------- | --- |
| Албания              | Autor shqiptar është e Drejtë e Zyrës                     | Добровольное. Регистрация является приемлемым в суде в качестве доказательства права автора.. |
| Антигуа и Барбуда    | нет                                                       | не требуется |
| Аргентина            | Министерство юстиции, безопасности и авторских прав       | не требуется. Регистрация подтверждает авторство произведения и его дату создания |
| Австралия            | нет                                                       | не требуется |
| Белоруссия           | Национальный центр интеллектуальной собственности         | Добровольное. Может установить доказательства даты создания и презумпции собственности. |
| Бразилия             | Различные, в зависимости от предмета                      | Добровольное. |
| Канада               | Canadian Intellectual Property Office                     | Добровольное. |
| Китай                | Национальное общество по защите авторских прав            | Добровольное. |
| Дания                | нет                                                       | Не требуется. |
| Египет               | нет                                                       | Не требуется. . |
| Франция              | Bureau de l’Alphabétisation et de la Propriété Artistique | Добровольное . Добровольная регистрация помогает установить авторство и дату создания произведения |
| Германия             | нет                                                       | Не требуется. |
| Индия                | Copyright Office                                          | Добровольное. |
| Израиль              | нет                                                       | Не требуется. |
| Ямайка               | нет                                                       | Не требуется. |
| Япония               | 文化庁                                                    | Добровольное. |
| Kения                | Kenya Copyright Board                                     | Добровольное |
| Литва                | нет                                                       | Не требуется. . |
| Мексика              | Instituto Nacional del Derecho de Autor                   | Добровольное |
| Португалия           | Inspeção Geral das Atividades Culturais                   | Добровольное. |
| Российская Федерация | Федеральная служба по интеллектуальной собственности      | Добровольное. |
| Испания              | Министерство культуры                                     | Добровольное. |
| Швеция               | нет                                                       | Не требуется. |
| Непал                | нет                                                       | Регистрация авторского права не является обязательной в Непале. Любая работа охраняется Законом об авторском праве 2059 (2002) г., однако регистрация авторских прав будет доказательством авторских при возможных нарушениях, пиратских действиях. |
| Турция               | Министерство культуры                                     | Требуется для кинематографических произведений и фонограмм, добровольным для всех остальных работ. Регистрация может быть использован в качестве доказательства. |
| Украина              | Національне відомство інтелектуальної власності           | Добровольное |
| Великобритания       | нет                                                       | Не требуется. |
| США                  | Бюро авторского права США                                 | Не требуется для защиты авторских прав, но требуется для американских владельцев авторских прав, чтобы подать иск за нарушение авторских прав в федеральный суд. Не требуется для федерального суда. Регистрация фиксирует факты, содержащиеся в свидетельстве о регистрации, если они совершены в срок в пять лет с даты первой публикации. Владельцы авторских прав лишены возможности компенсировать убытки и/или расходы на адвокатов при любых нарушениях, происшедших до даты регистрации. |